# Monaco aux Jeux olympiques d'hiver de 2018
Monaco participe aux Jeux olympiques d'hiver de 2018 à Pyeongchang en Corée du Sud du 9 au 25 février 2018. Il s'agit de sa dixième participation à des Jeux d'hiver.

## Délégation
Le COM sélectionne une délégation de cinq athlètes, quatre hommes et une femme. Monaco est présent dans les épreuves de ski alpin et de bobsleigh.
Le tableau suivant montre le nombre d'athlètes monégasques dans chaque discipline :
| Sport     | Hommes | Femmes | Total |
| --------- | ------ | ------ | ----- |
| Ski alpin | 1      | 1      | 2     |
| Bobsleigh | 3      | 0      | 3     |
| Total     | 4      | 1      | 5     |

## Ski alpin
Deux skieurs représentent Monaco lors des épreuves de ski alpin. Alexandra Coletti, dont c'est la quatrième participation, et Olivier Jenot, présent pour la troisième fois.

## Bobsleigh
Monaco aligne une équipe en bob à deux masculin, composé de Rudy Rinaldi, qui est par ailleurs le porte-drapeau de la délégation, et Boris Vain. Le bobeur Mahmoud Al-Abood est présent en tant que remplaçant.